# Boettgeria crispa
Boettgeria crispa (лат.) — вид лёгочных земляных улиток рода Boettgeria семейства Clausiliidae. Этот вид является эндемиком Мадейры, Португалия. Его природная среда обитания — туманные леса Мадейры, на высотах от 700 до 1000 метров, как правило, прикрепляется к деревьям. Вид находится под угрозой вымирания из-за разрушения среды обитания.
Размер улиток — 10.8-16.6 x 3.7-4.6 мм.